# مارونة
مارونة (بالإيطالية: Marù)‏ هي بلدة ومدينة في لومبارديا، إيطاليا.

## الجغرافيا الفيزيائية

### الإقليم
تقع مارون على الشاطئ الشرقي لبحيرة إيزيو على ارتفاع 200 متر البحر  الاقليم جبلي بشكل أساسي يحدها من الشمال تولين ، وهي جزء من بلدية بيسون . إلى الشرق مع بلدة زون ومن الجنوب مع سلا ماراسينو .
هناك مجريان رئيسيان للمياه: باغنادور وأوبول. ينحدر الأخير من باسو كروس دي مارون، حيث يتلقى تيار سيستولا، الذي يحتوي على قناة تحت الأرض كانت مهمة جدًا للتنمية الصناعية للمدينة.

## تاريخ
في العصر الروماني ، تم عبور مارون بواسطة طريق قنصلي مهم ، طريق فيا فاليريانا ، الذي يربط بريشيا (لات. بريكسيا) بوادي كامونيكا (لات. فاليس كامونوروم) على ساحل بحيرة إيزيو (لات. سيبينوس لاكوس).
بعض الاكتشافات الأثرية التي تم العثور عليها في بقايا فيلا رومانية في منطقة تسمى "كو دي إيلا" يمكن أن تثبت حقيقة أن المستوطنات الأولى حدثت في العصر الروماني.
في العصور الوسطى ، استقر السكان في مواقع أكثر قابلية للدفاع ، بعيدًا عن البحيرة والجداول ، مثل بريغاسو ، حيث كانت هناك قلعة في القرن العاشر ، دمرت لاحقًا بنيران.
أصبحت مارون المركز الإداري منذ النصف الثاني من القرن السادس عشر ، عندما بدأ تطويرها كمركز صناعي.

## اقتصاد
منذ القرن السادس عشر، تعتبر مارون واحدة من أهم المراكز الصناعية في بحيرة إيزيو. وتتمثل الأنشطة الرئيسية حاليا في تجهيز الصوف، وإنتاج الفلتات، واستخراج الدولوميت

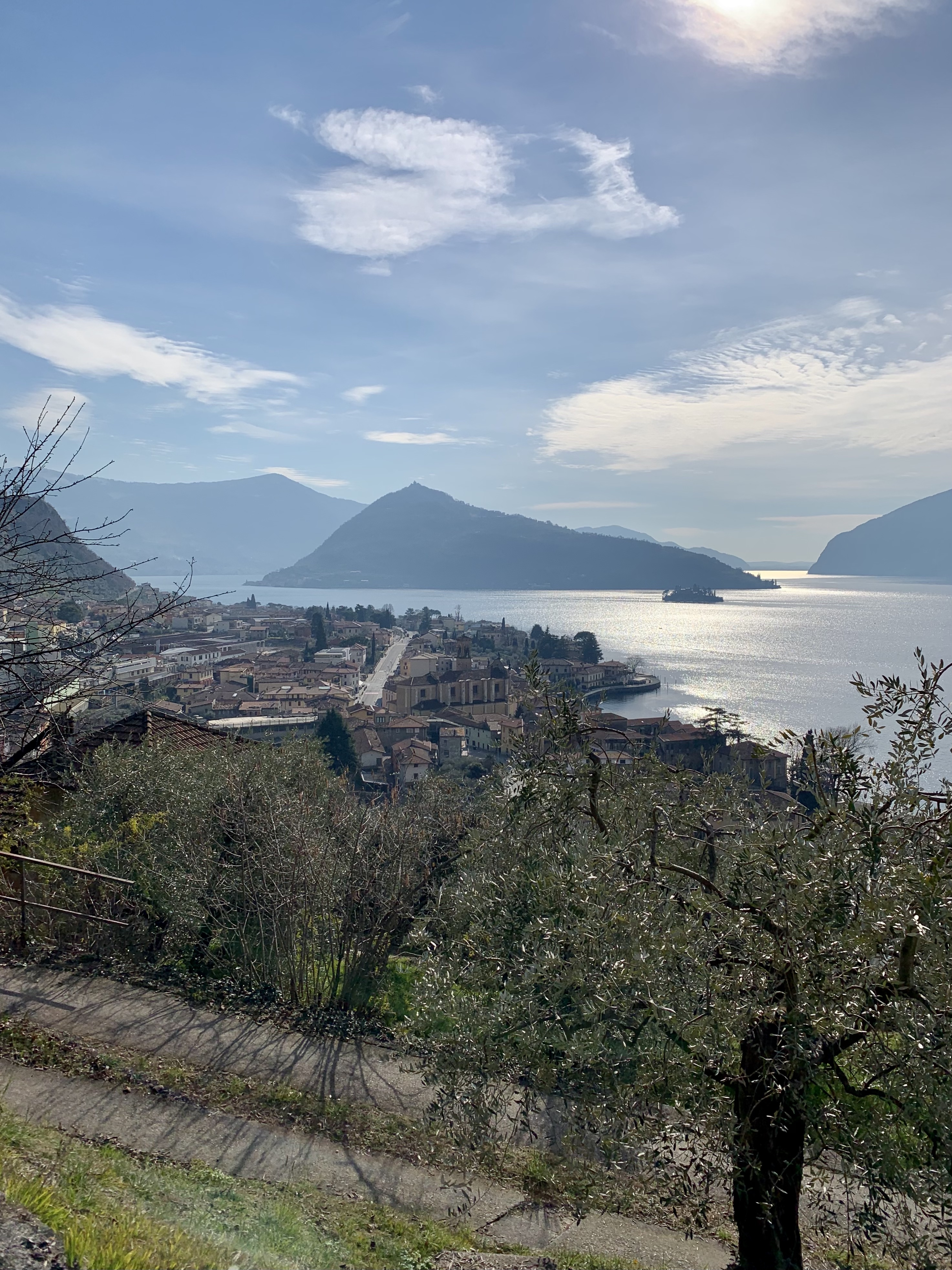
منظر بانورامي لمارون من جبل مارون.

في الآونة الأخيرة، بدءًا العقد الاول من 2000، انتشرت زراعة الزيتون، والتي ينتج منها زيت الزيتون اللومباردي النموذجي. البلدية هي أيضا جزء من الجمعية الوطنية «Città dell' Olio» منذ عام 2001